# Gavirate
Gavirate est une commune italienne de la province de Varèse dans la région Lombardie en Italie.

## Toponyme
Du nom latin de personne Gaberius.

## Administration
| Période                                  | Période  | Identité        | Étiquette    | Qualité |
| ---------------------------------------- | -------- | --------------- | ------------ | ------- |
| 26/05/2014                               | En cours | Silvana Alberio | Lista Civica |         |
| Les données manquantes sont à compléter. |          |                 |              |         |

### Hameaux
Oltrona al Lago, Voltorre, Groppello, Le Vigne, Fignano, Groppoto, Forte di Orino, Fienile delle Pianezze, Armino, Pozzolo, Cual, Case dei Monti, Ronco, M.o Benedetto